# Simulium admixtum
Simulium admixtum es una especie de insecto del género Simulium, familia Simuliidae, orden Diptera.
Fue descrita científicamente por Craig en 1987.